# Maselheim
Maselheim là một xã ở huyện Biberach ở bang Baden-Württemberg thuộc nước Đức. Đô thị này có diện tích 47,02km², dân số thời điểm 31 tháng 12 năm 2020 là 4638 người.